# Philip Carr-Gomm
Philip Carr-Gomm (* 1952 in London, England) ist ein englischer Psychologe, Psychotherapeut, Autor und bis 2020 Oberhaupt („chosen chief“) des englischen Ordens der Barden, Ovaten und Druiden. Er lebt derzeit in Sussex, England mit seiner Frau Stephanie und seinen Kindern.

## Leben
Philip Carr-Gomm ist in London geboren. Er wuchs in Notting Hill Gate auf und besuchte die Westminster School. Sein Vater war Francis Eardley Carr-Gomm, der Bruder Richard Carr-Gomms. Im Alter von 11 Jahren traf er seinen ersten spirituellen Lehrer, Ross Nichols, den damaligen Leiter des Order of Bards, Ovates and Druids. Er studierte mit Nichols die Geschichte der Druiden sowie keltische Mythologie und trat als 18-Jähriger dem Orden bei. 1988 einige Jahre nach Nichols Tod im Jahr 1975, übernahm Carr-Gomm die Leitung von OBOD und konzipierte den aus drei Jahrgängen bestehenden Fernkurs, der starke Resonanz fand und OBOD zur weltweit größten Druidenorganisation machte, der Menschen verschiedenster Religionsgemeinschaften angehören. Der Korrespondenzkurs gilt laut dem Historiker Professor Ronald Hutton inzwischen als bedeutendstes Dokument der britischen Spiritualität des späten zwanzigsten Jahrhunderts. Neben der Leitung des Ordens leitet Carr-Gomm Workshops und arbeitet als Autor.
Carr-Gomm absolvierte ein Studium in Psychologie am Universitäts-College in London, das er mit dem Diplom abschloss. Seine Ausbildung als Psychotherapeut für Erwachsene erfolgte am Institut für Psychosynthese im Anschluss an sein Studium der Psychologie C. G. Jungs. Ergänzend studierte er Pflanzentherapie für Kinder bei Dr. Rachel Pinney. Nach seinem Studium am London Montessori Centre gründete er die Lewes Montessori School.
Carr-Gomms Bücher wurden bei Harper&Collins, Random House, Simon & Schuster, St. Martin’s Press, Watkins, Thoth, Granta und dem ordenseigenen Verlag Oak Tree Press verlegt und in zahlreiche Sprachen übersetzt.

## Werke
- Das Magische Wissen der Druiden, by Wilhelm Heyne (Verlag, 1998).
- Der Weg des Druiden, (Hugendubel, 1998)
- The Elements of the Druid Tradition, (Element Books, 1991).
- Das keltische Tier-Orakel, (with Stephanie Carr-Gomm) (Simon & Schuster 1994; Aurum Press),
- The Druid Renaissance. various authors, ed. and foreword Philip Carr Gomm (HarperCollins UK & USA 1996) ISBN 1-85538-480-9
- In The Grove of the Druids. The Druid Teachings, of Ross Nichols (Watkins Books, 2002).
- Druid Mysteries - Ancient Wisdom for the 21st Century, (Rider, 2002).Dutch & German editions.
- The Druidcraft Tarot, (with Stephanie Carr-Gomm) (St Martin’s Press, New York, 2004). German edition.
- The Druid Animal Oracle, (with Stephanie Carr-Gomm and illustrator Bill Worthington) (Connections Book Publishing Ltd, 2005). German edition.
- The Druid Plant Oracle, (with Stephanie Carr-Gomm and illustrator Bill Worthington) (Connections Book Publishing Ltd, 2007). German edition.
- Prophecies, (Oak Tree Press, 2016).
- Lessons in Magic, (Oak Tree Press, 2016).